# Alcosser
Alcosser (wym. wal. [alkoˈseɾ]) – gmina w Hiszpanii, w prowincji Alicante, we wspólnocie autonomicznej Walencja, o powierzchni 4,39 km². W 2011 roku liczyła 233 mieszkańców.
Do roku 2021 gmina nosiła hiszpańską nazwę Alcocer de Planes, jednak na mocy dekretu Rady Generalitat Valenciana z 10 września 2021 r. jako wyłączną przyjęto nazwę walencką (katalońską) – Alcosser.